# Heikki Sirén
Heikki Sirén, född 5 oktober 1918 i Helsingfors, död 25 februari 2013 i Helsingfors, var en finländsk arkitekt.

## Biografi
Heikki Sirén utexaminerades som arkitekt från Tekniska högskolan, Helsingfors 1946, där han hade studerat under sin far Johan Sigfrid Sirén. Han började sedan arbeta på faderns arkitektkontor, men öppnade med frun Kaija Sirén ett eget kontor 1949. 
Paret Sirén arbetade sedan under hela sin karriär tillsammans. De svarade gemensamt för flera av efterkrigstiden mera uppmärksammade byggnader i Finland, bland andra teknologbyn i Otnäs (Otnäs kapell, bostäder med flera byggnader 1957), och räknas vid sidan av Reima och Raili Pietilä som ett av landets mest framgångsrika arkitektpar genom tiderna. Paret utvecklade en stram modernism med enkla former och ett harmoniskt samspel mellan naturliga material som trä, tegel och glas. 
Heikki Sirén erhöll professors titel 1970. Han hade ett flertal förtroendeposter och var bland annat styrelsemedlem i Stiftelsen för Operahuset 1980-93 och medlem av delegationen för Tekniska högskolan 1980-90, samt medlem av Akademin för tekniska vetenskaper från 1971. Han höll flera gästföreläsningar vid utländska universitet och parets verk har publicerats i betydande internationella facktidskrifter och samlingsverk.

## Kända arbeten

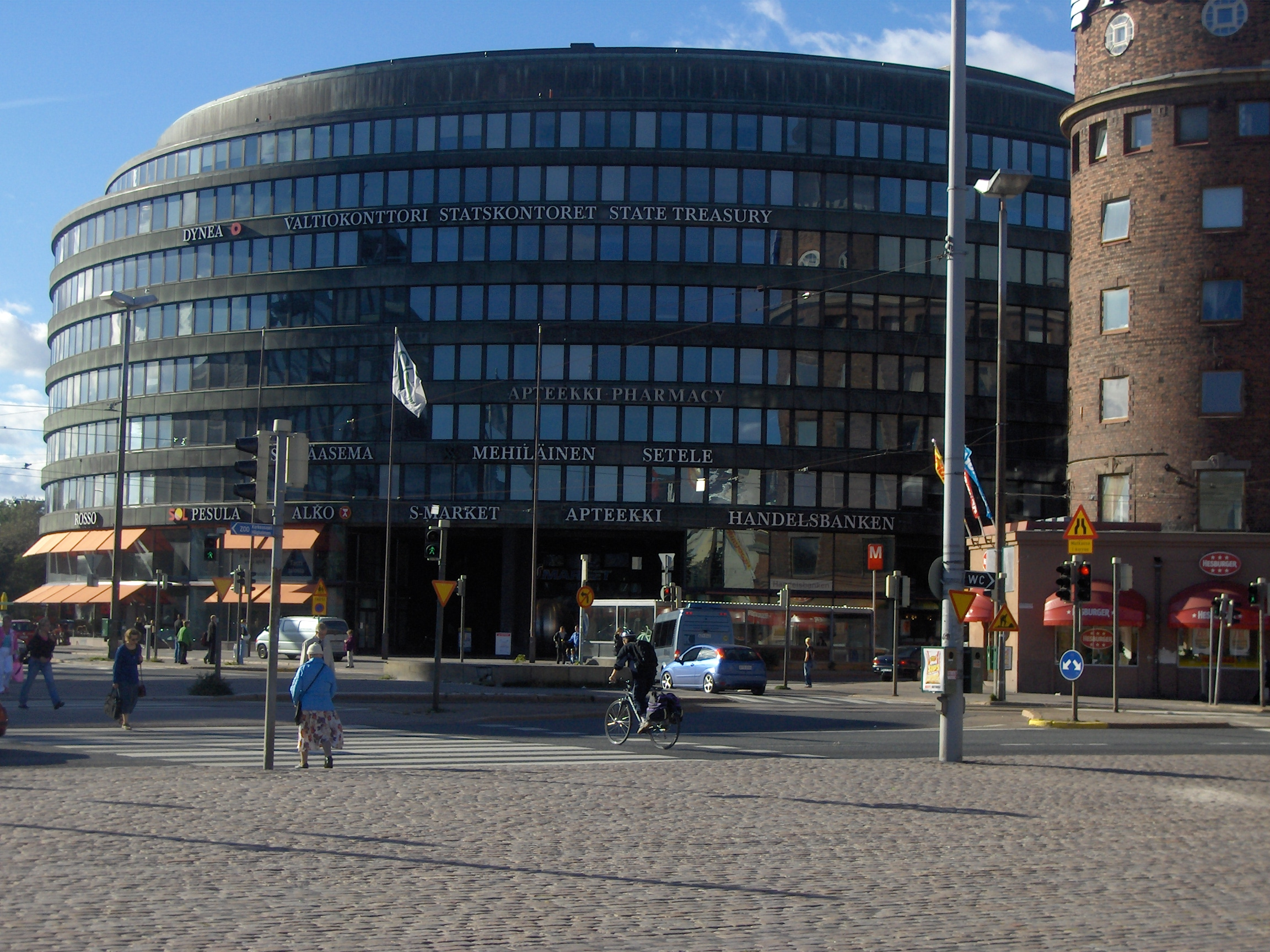
Runda huset i Hagnäs, färdigställt 1968.

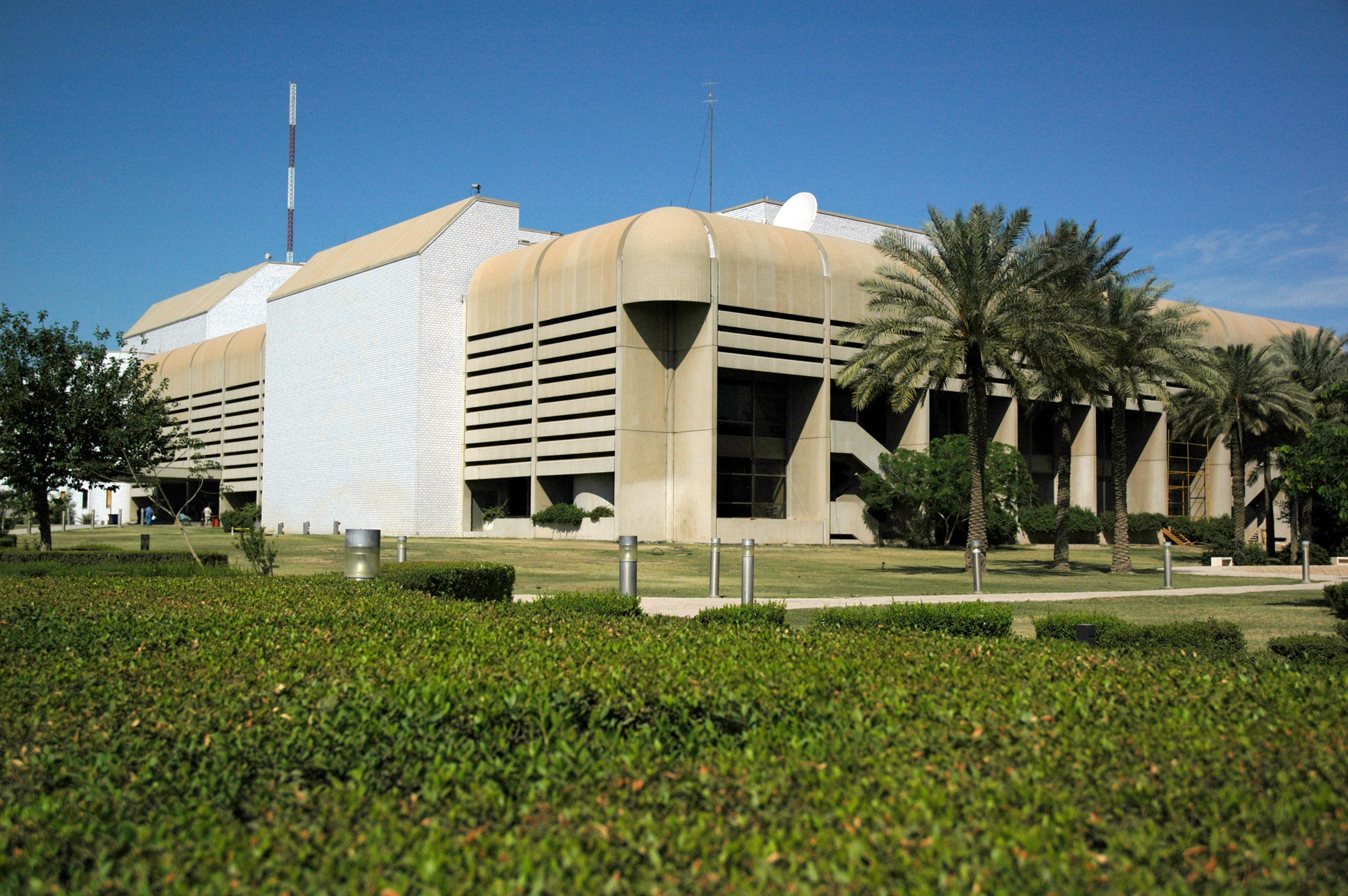
Konferenscenter i Bagdad, färdigställt 1983.

- Otnäs kapell, Esbo, 1957 (med Kaija Siren)
- Sauvosaari skola, Kemi 1961
- Orivesi kyrka, Orivesi, 1961 (med Kaija Siren)
- Industrihuset i Alphyddan, Helsingfors, 1961 (med Kaisa Sirén)
- Vattentornet i Lovisa 1961 (med Kaija Siren)
- Samskolan i Fredriksham, 1963 (med Kaija Siren)
- Kontorsbyggnad, i Berghäll i Helsingfors, 1965
- Stadshus i Kankaanpää, 1967 (med Kaija Siren)
- Drumsl skola, Helsingfors, 1967 (med Kaisa Sirén)
- Cirkelhuset, Hagnäs, Helsingfors, 1968 (med Kaija Siren)
- Församlingshus i Kankaanpää, 1971 (med Kaija Siren)
- Helsingfors finska samskola, Helsingfors, 1972 (med Kaija Siren)
- Brucknerhaus, Linz, Österrike, 1974 (med Kaija Siren)
- Finlands nationalteaters lilla scenbyggnad, 1954 (med Kaija Siren)
- Sportanläggning i Kankaanpää, 1975 (med Kaija Siren)
- Granithuset, Helsingfors, 1982 (med Kaija Siren)
- Konferensbyggnad i Bagdad, Irak, 1983 (med Kaija Siren)

## Utmärkelser
- 1957 och 1961 – hederspris i arkitekturbiennalerna i Sao Paulo.
- 1980 – La Grande Medaille d'Or de l'Academie d'Architecture i Paris.
- 1984 – Finska kulturfondens pris till Heikki och Kaija Sirén
- 2009 – den internationella arkitekturutmärkelsen Benettonpriset för Otnäs kapell och miljöplaneringen.

### Ordnar
- Kommendörstecknet av Finlands Lejons orden[8]
- Stora hederstecknet i silver av Österrikiska republikens förtjänstorden[8]
- Officer av Nationalförtjänstorden[8]

[Redigera Wikidata]

### Uppslageverk
- ”Sirén, Heikki”. Biografiskt lexikon för Finland. Helsingfors: Svenska litteratursällskapet i Finland. 2008–2011. URN:NBN:fi:sls-4332-1416928956938
- Siren, Heikki i Uppslagsverket Finland (webbupplaga, 2012). CC-BY-SA 4.0
- Bra Böckers lexikon, 1979